# Колхида (автомобиль)
«Колхи́да» — название серии советских седельных тягачей (КАЗ-606, КАЗ-606А, КАЗ-608, КАЗ-608В) и сельскохозяйственных самосвалов с колёсной формулой 4×4 (КАЗ-4540) бескапотной компоновки, производившихся на Кутаисском автомобильном заводе.

## История создания
В конце 1950-х годов конструкторами Кутаисского автозавода во главе с главным конструктором Д. Картвелишвили были разработаны два грузовых автомобиля, получившие индексы КАЗ-605 для грузовика с бортовой платформой и КАЗ-606 для седельного тягача. В 1958 году были разработаны первые образцы. Отличительной чертой автомобилей являлась бескапотная компоновка с расположением кабины над двигателем. Изначально базовым автомобилем считался КАЗ-605, от которого КАЗ-606 отличался наличием седельно-сцепного устройства и укороченной до 2700 мм колёсной базой.
В феврале-марте 1959 года опытные автомобили демонстрировались на выставке ВДНХ СССР в павильоне «Машиностроение». По приказу Министерства автомобильной промышленности приоритет был отдан седельному тягачу, поскольку советские автотранспортные хозяйства очень нуждались в таком типе грузовика. Бортовой КАЗ-605 так и не был запущен в производство.
Серийный выпуск КАЗ-606 начался с 1961 года, а автомобилю было присвоено имя «Колхида». Собственной в автомобиле была только компоновка, а узлы и агрегаты были использованы от серийного грузовика ЗИЛ-164.

## КАЗ-606 и КАЗ-606А
КАЗ-606 являлся первым советским седельным тягачом с бескапотной конструкцией. Автомобиль отличала цельнометаллическая закрытая двухместная кабина с двумя обзорными лобовыми стёклами, разделёнными перегородкой. На тягаче устанавливался бензиновый карбюраторный рядный шестицилиндровый двигатель ЗИС-120 (ЗИЛ-157К) мощностью 90 л. с. при частоте вращения 2600 об./мин., рабочим объёмом 5,5 литров.
За водительским сиденьем размещалось спальное место (впервые на советском серийном грузовике). Необычным было расположение рычага переключения передач с правой стороны рулевой колонки, а стояночного тормоза слева от водителя. КАЗ-606 выпускался ограниченными партиями. В отличие от опытных образцов, у серийного КАЗ-606 головные фары перекочевали из верхней части передней стенки кабины на нижнюю в специальные ниши, из-за чего тягач получил более приглядный внешний вид.
Серийный выпуск более совершенной модификации КАЗ-606А был начат в 1962 году. Автомобиль комплектовался модернизированным 6-цилиндровым рядным 5,5-литровым двигателем КАЗ-606А (ЗИЛ-157КЯ), который представлял собой доработанный двигатель ЗИС-120. Улучшения заключались в повышении степени сжатия, увеличении номинальной частоты вращения коленчатого вала и применении более совершенного карбюратора. Это позволило улучшить наполнение цилиндров двигателя и достичь мощности в 110 л. с. (против 90 л. с. у ЗИС-120) при частоте вращения 2800 об./мин.
Автомобиль был способен буксировать полуприцеп весом 10,5 т.
Автомобиль оборудовался механической пятиступенчатой трёхходовой коробкой передач и рулевым управлением без усилителя. Подвеска передней оси состояла из двух листовых рессор и двух гидравлических амортизаторов телескопического типа; подвеска заднего моста включала четыре листовые рессоры: две основные и две дополнительные.
В целом автомобиль был достаточно прогрессивным для своего времени, предоставляя водителю высокий уровень комфорта: наличие спального места, вентилятора, противотуманных фар. Однако отмечались и существенные недостатки: низкое качество сборки, высокий расход топлива, который достигал 50 литров на 100 км и низкая максимальная скорость.
Доступ к двигателю осуществлялся через съёмный кожух в самой кабине, разделяющий посадочные места водителя и пассажира, что затрудняло ремонт и в ряде случаев приводило к поступлению в салон выхлопных газов.

## КАЗ-608 и КАЗ-608В

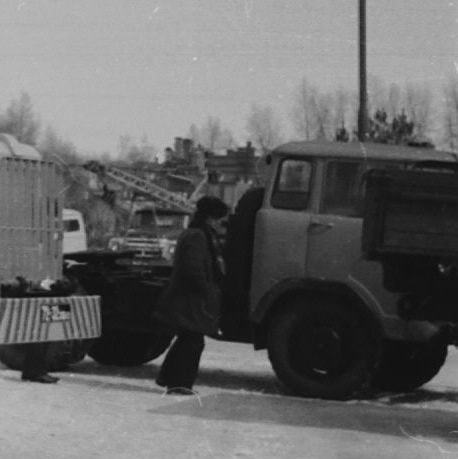
Седельный тягач КАЗ-608 (с круглой кабиной), 1978 год

Сразу после начала выпуска КАЗ-606А в 1962 году в конструкторском бюро завода началась работа над следующей моделью седельного тягача КАЗ-608 с использованием узлов и агрегатов от новейшего тогда автомобиля ЗИЛ-130. На тягач должен был устанавливаться V-образный восьмицилиндровый слегка изменённый двигатель ЗИЛ-130Я5 (отличался конструкцией воздушного фильтра), рабочим объёмом 6 литров и мощностью 150 л. с. Опытный образец новой «Колхиды» был готов в 1963 году, однако завод имени Лихачёва нашёл возможность обеспечивать КАЗ двигателями только к 1967 году, после чего сразу начался серийный выпуск обновлённого автомобиля.
Увеличился максимальный вес буксируемого полуприцепа, который достиг 15 500 кг при максимальной скорости 70 км/час. Правда, эксплуатировать автомобиль с такой нагрузкой рекомендовалось лишь по равнинным дорогам с усовершенствованным покрытием. Максимальная скорость с полуприцепом 10 500 кг составила 80 км/час.
Помимо более мощного двигателя, автомобиль получил ряд дополнительных нововведений: двигатель был смещён назад, а для доступа к нему кабина откидывалась вперёд на 45 градусов. Конструкция отличалась ненадёжностью, и бывали случаи, когда она, при резком торможении, самопроизвольно откидывалась во время движения, провоцируя аварии.
Благодаря смещению двигателя назад появилась возможность увеличить количество пассажирских мест в кабине до трёх. Рычаг переключения передач стал располагаться традиционно — на полу, справа от водителя. Для облегчения управления автомобилем рулевая система была оборудована гидроусилителем.
Характерной чертой автомобиля было наличие двух глушителей и двух выхлопных труб, то есть каждый ряд V-образного двигателя имел свою выпускную систему.
Специально для тягача заводом-изготовителем был спроектирован и выпускался двухосный полуприцеп КАЗ-717 собственной массой 4000 кг и грузоподъемностью 11,5 т. Однако для автомобиля он был слишком тяжёл и зачастую заменялся другими, более лёгкими и менее грузоподъёмными полуприцепами.
Несколько изменился и внешний вид. КАЗ-608 получил обновлённое оформление передней части кабины. Площадь фальшрешётки была уменьшена, изменилась и её форма. На поздних машинах вместо панорамных боковых стёкол стали устанавливать ограниченные, не заходящие на заднюю часть кабины. И, пожалуй, самое главное — кабина 608-го стала откидывающейся, что позволяло лучше и удобнее обслуживать узлы и агрегаты автомобиля. Выпуск КАЗ-608 продолжался до 1976 года включительно.

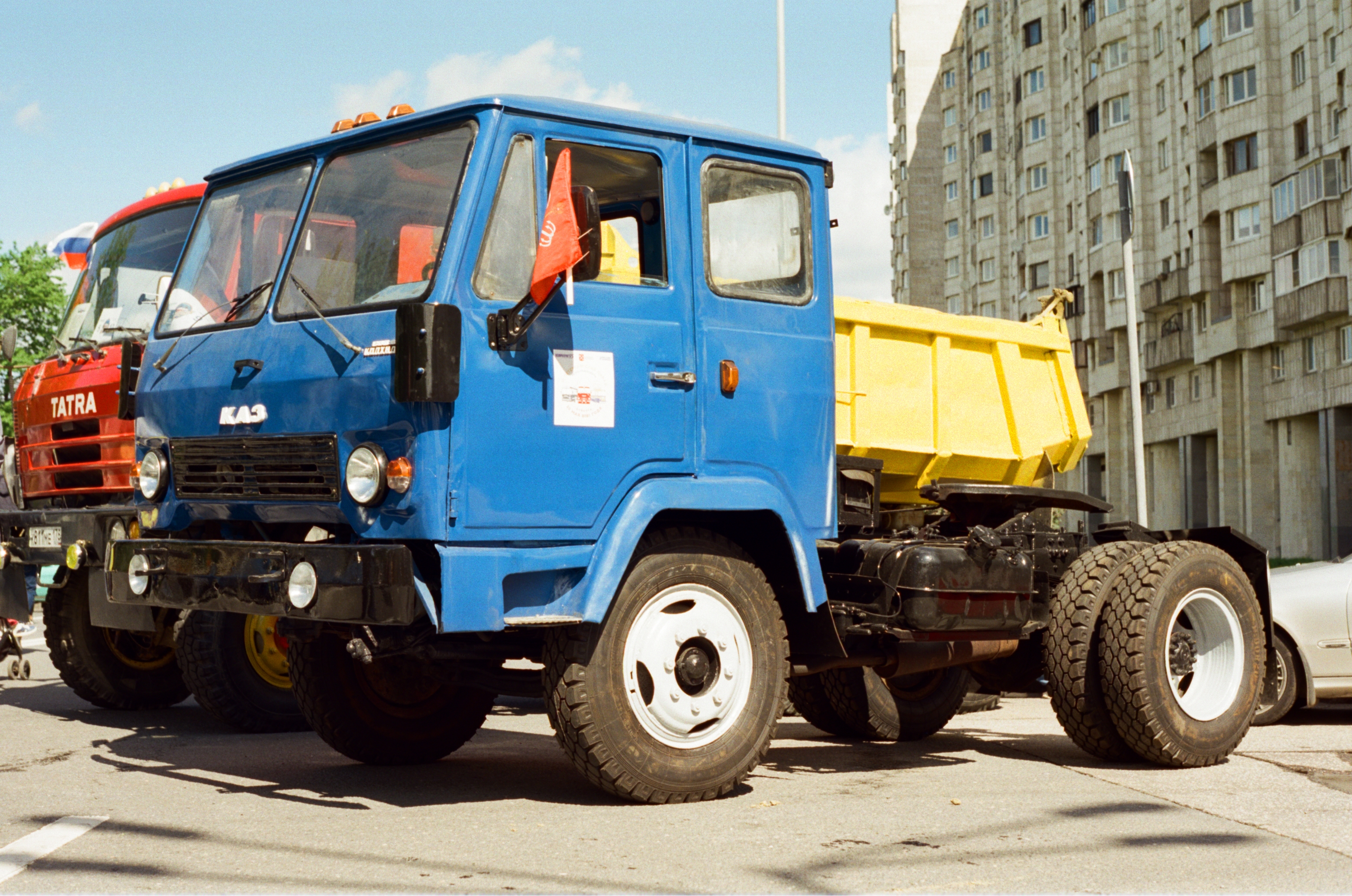
Седельный тягач КАЗ-608В (с прямоугольной кабиной), выставка ретро-авто в 2021 году

В начале 1970-х годов КБ КАЗа начало разработку более совершенного тягача КАЗ-608В, опытный образец которого был готов к 1971 году. Его производство началось в 1976 году. Было учтено основное требование потребителей — новая и более надёжная кабина. Прежняя отличалась плохой герметичностью и прочностью из-за большой площади остекления и плохого качества изготовления стекольных уплотнителей. Дизайн кабины приобрёл угловатые, квадратные формы, были улучшены технические характеристики. С передней части исчезла надпись «Колхида» в грузинском стиле, которую заменили разнесённые по всей длине передка буквы «КАЗ», взятые от КамАЗа.
Порой можно было встретить переделанные КАЗ-608 и КАЗ-608В, на которые авторемонтными хозяйствами и автозаводами устанавливались самосвальные кузова (обычно ЗИС/ЗИЛ-ММЗ-585) или бортовые платформы.
В конце 1960-х годов были построены небольшой партией аэродромные топливозаправщики, в 1971 году на удлинённое шасси КАЗ-608 устанавливались аэродромные автолифты. В 1986 году начался выпуск тягача КАЗ-608В2, который получил усовершенствованные агрегаты от ЗИЛ, но на внешнем облике это практически не сказалось.
Производство тягачей КАЗ-608В и КАЗ-608В2 было прекращено в 1989 году.

## Оценка проекта

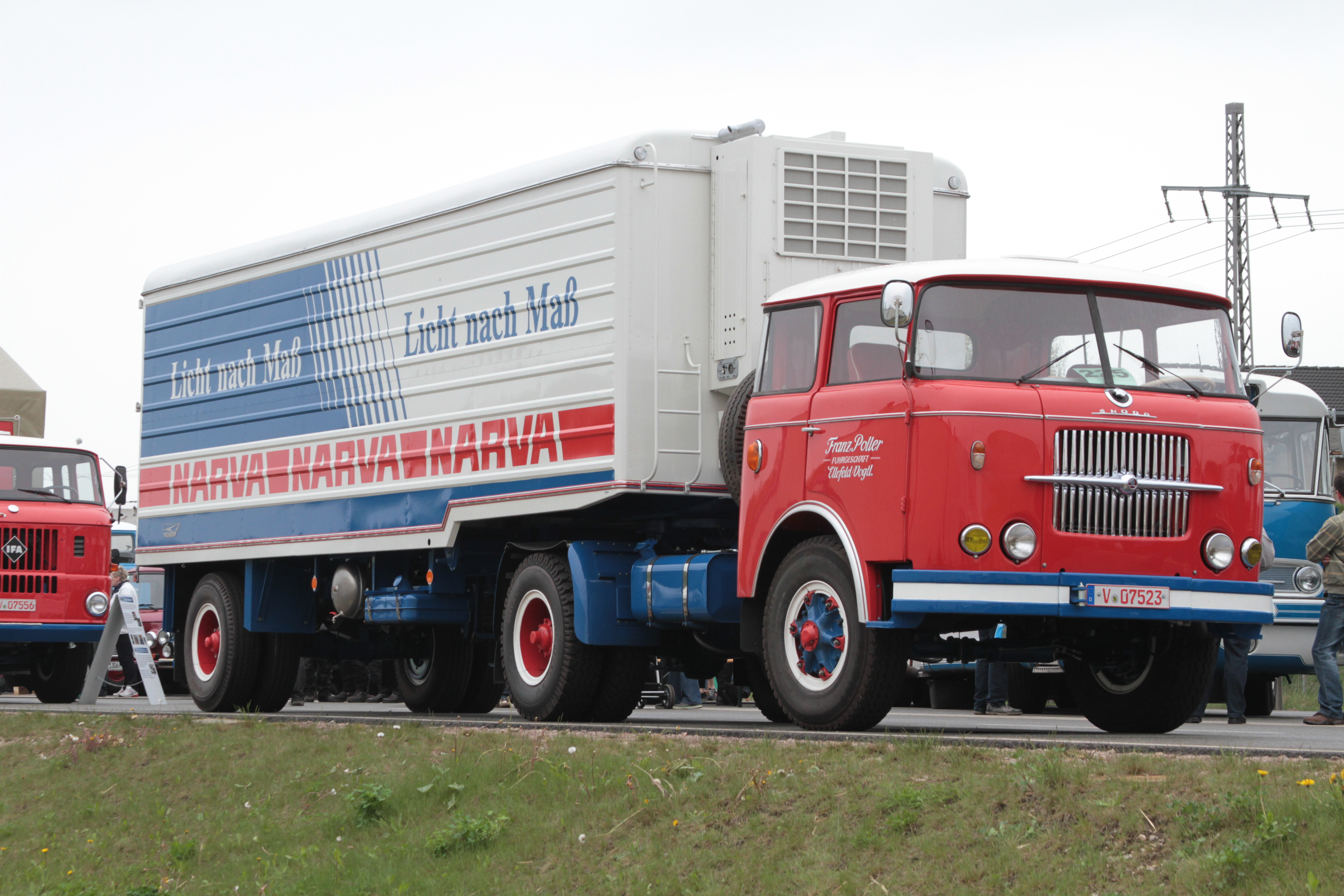
Седельные тягачи Škoda-706 RTTN, поставлявшиеся в СССР из Чехословакии, внешне немного похожи на «Колхиды», но по классу были больше, а по качеству значительно лучше.

Седельные тягачи «Колхида» отличались невысоким качеством изготовления, что усугублялось низкой культурой эксплуатации автомобилей на многих автотранспортных предприятиях (АТП), потому эти грузовики редко переживали одну «пятилетку». Сказывались и конструктивные недостатки: в частности, очень короткая колёсная база (2900 мм — всего на 100 мм больше, чем у ГАЗ-24) в определённых условиях ухудшала управляемость автомобиля, слишком близко расположенные к заднему мосту выхлопные трубы иногда провоцировали перегрев масла в нём, а из-за неудачной трансмиссии грузовик обладал плохой динамикой.
Водители всячески старались избавиться от «Колхид» — кроме того, в АТП на «Колхиды» часто сажали провинившихся шофёров или молодёжь. Большим плюсом было то, что «Колхида» (а точнее, модели КАЗ-608 и КАЗ-608В) по основным узлам и агрегатам была унифицирована с семейством ЗИЛ-130, и поэтому КАЗы часто становились «донорами».
Низкие тяговые качества автомобиля породили шофёрскую поговорку: «„Колхида“ не тягач».
Тем не менее, несмотря на эти недостатки, «Колхиды» внесли немалый вклад в развитие советской экономики. Кутаисский автозавод покрывал большую потребность в седельных тягачах, которая возникла в связи с началом массового выпуска полуприцепов различного назначения в 1960-х годах. Несмотря на то, что из-за большого числа недостатков из «Колхид» не получилось настоящих «дальнобойщиков», как это первоначально предполагалось, эти тягачи активно использовались для перевозки огромного числа самых разных грузов. Немалую роль в увеличении разнообразия автотранспортного потока 1960-х — 1980-х годов сыграл и их оригинальный и запоминающийся внешний вид.

## КАЗ-4540 «Колхида»
В начале 1980-х КАЗ совместно с НАМИ работал над созданием сельскохозяйственного самосвала с трёхсторонней разгрузкой и дизельным двигателем. Плодом этого сотрудничества стал КАЗ-4540, производство которого началось в 1984 году.
КАЗ-4540 представлял собой двухосный автомобиль повышенной проходимости, компоновка — «кабина над двигателем», трёхместная кабина водителя находилась перед ведущим передним мостом. Для обслуживания двигателя кабина откидывалась вперёд на шарнирах.
Дизельный двигатель — четырёхтактный, 6-цилиндровый, V-образный, разработан на основе 8-цилиндрового V-образного двигателя КАМАЗ-740 (устанавливается на грузовые автомобили КАМАЗ). Мощность двигателя — 160 л. с. (153 кВт).
Коробка передач — механическая 8-ступенчатая, сблокирована с одноступенчатой раздаточной коробкой. Примечательно, что коробка передач находится на раме под самосвальным кузовом, соединена с двигателем промежуточным карданным валом.
Передний и задний мост — ведущие, задний мост имеет блокировку межколёсного дифференциала.

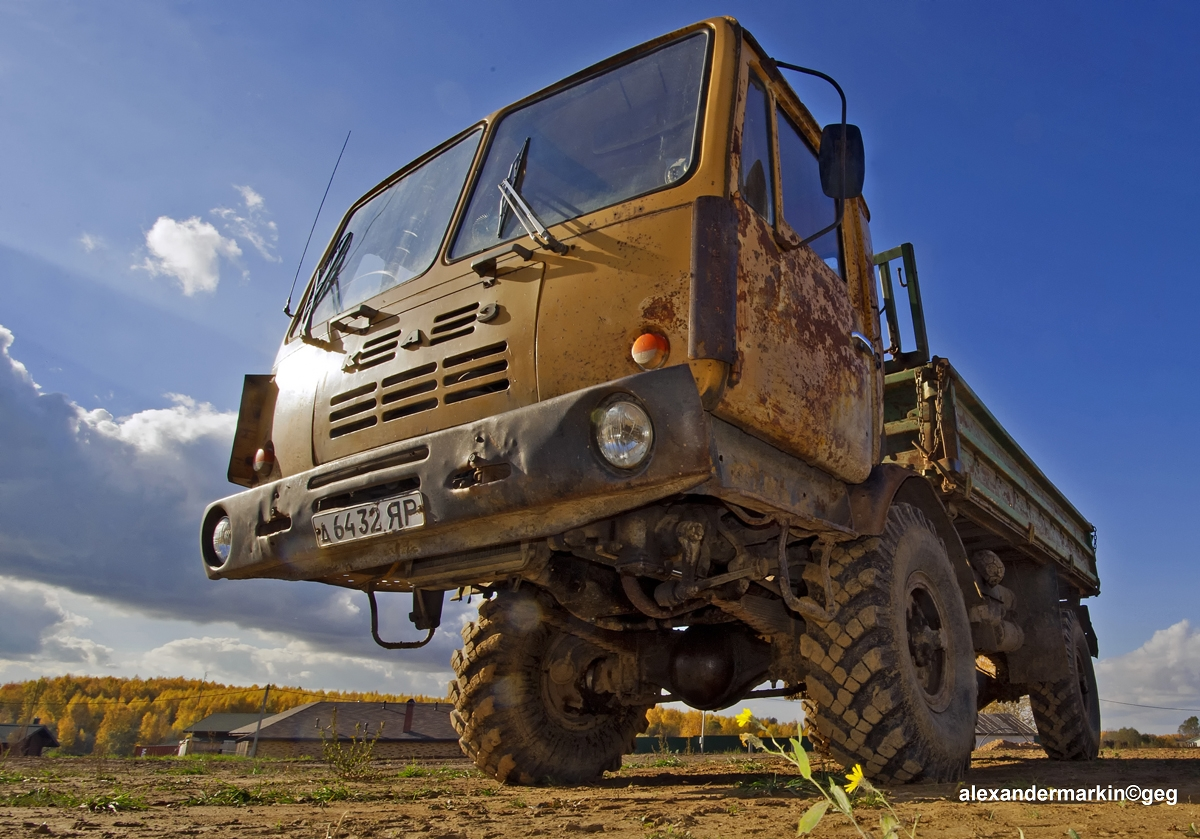
КАЗ-4540

Автомобильные шины — радиального типа, широкопрофильные, односкатные.
Подвеска:
спереди — на одиночных продольных полуэллиптических рессорах с телескопическими гидравлическими амортизаторами;
сзади — на двойных продольных полуэллиптических рессорах.
Ходовая часть позволяет двигаться не только по плохим дорогам, но и по свежевспаханному полю. Трансмиссия с большим передаточным числом позволяет сопровождать сельскохозяйственный комбайн с минимальной скоростью 2 км/час.
Рулевое управление с гидравлическим усилителем.
Тормозная система — пневматическая, тормозные механизмы — барабанного типа с автоматическим регулированием зазоров между тормозными колодками и барабаном.
КАЗ-4540 оснащён самосвальным цельнометаллическим кузовом с трёхсторонней разгрузкой, открывание и закрывание бортов автоматическое. Для перевозки легковесной сельскохозяйственной продукции (зелёная масса, хлопок, чайный лист) высота бортов может быть увеличена установкой панелей из металлической сетки.
КАЗ-4540 может буксировать самосвальный прицеп.
С распадом СССР Кутаисский автозавод вошёл в экономический кризис, так как не нашёл рынка сбыта для своей продукции. 
Выпуск грузовиков КАЗ-4540 для внутреннего рынка по 15—20 экземпляров в год продолжался до 2001 года. 
После этого завод стал приходить в запустение.

## Сохранившиеся автомобили
До нашего времени не дошли ранние автомобили КАЗ-606 и КАЗ-606А. Не сохранились целиком и КАЗ-608. До недавнего времени в одном из петербургских автобусных парков был сильно переделанный внутрипарковый тягач КАЗ-608 с оригинальной кабиной, но в конце 2000-х годов он был уничтожен. Также есть данные о сохранившейся кабине КАЗ-608 на одном из аэродромов Крайнего Севера. Больше повезло КАЗ-608В/В2 и КАЗ-4540: их производили значительно дольше, и в начале 1990-х годов некоторые из них попали в руки частников, поэтому смогли дожить до наших дней, хотя часто уже не в оригинальном исполнении.

## КАЗ в культуре
В кинематографе
- КАЗ-606 снимался в фильме «Наш дом» (1965) — на седельном тягаче ездил средний сын Володя.
- Также КАЗ-608 можно видеть в фильмах «Укрощение огня» (1972), и «Земляки», (1974) — 83-я минута фильма, в фильме «Единственная…» (1975) — на нём ездил Коля Касаткин.
- КАЗ-608В — один из героев фильма «Выгодный контракт» (1979) — на нём ездил водитель Гобко. Также там снялся и списанный КАЗ-608 в эпизоде падения автопоезда Гобко с обрыва.
- КАЗ-608В использовался в трюковых сценах фильмов — «Духи ада» (1992) и «Фантом» (1994).

В народном творчестве
- За недостатки ходовых качеств в шоферских кругах «Колхиду» называли «Панихида»[5], «Катька», «Жаба», «Цирковая лошадь», «подгорный тягач» (хорошо ехал только под гору). Был довольно популярен анекдот, в котором шофёр не мог въехать в гору на «Колхиде», гружённой кирпичами, на что проходивший мимо грузин сказал ему, что они этот автомобиль придумали, чтобы чай с гор возить. Имела место схожая вариация анекдота, в которой директор автобазы жалуется директору завода на качество их продукции.
- Среди советских водителей была популярна частушка:

Кто в Одессе не бывал — 

тот не видел моря.

Кто не ездил на «Колхиде» — 

тот не знает горя.

Также среди водителей была популярна шуточная поговорка «Страшнее волка или рыси автомобиль из Кутаиси»
- Упоминается в песне «Автостопный блюз» Умки:

Застопишь «Колхиду» в городе Нарве

не доезжая до Кохтла-Ярве.